# Izmail

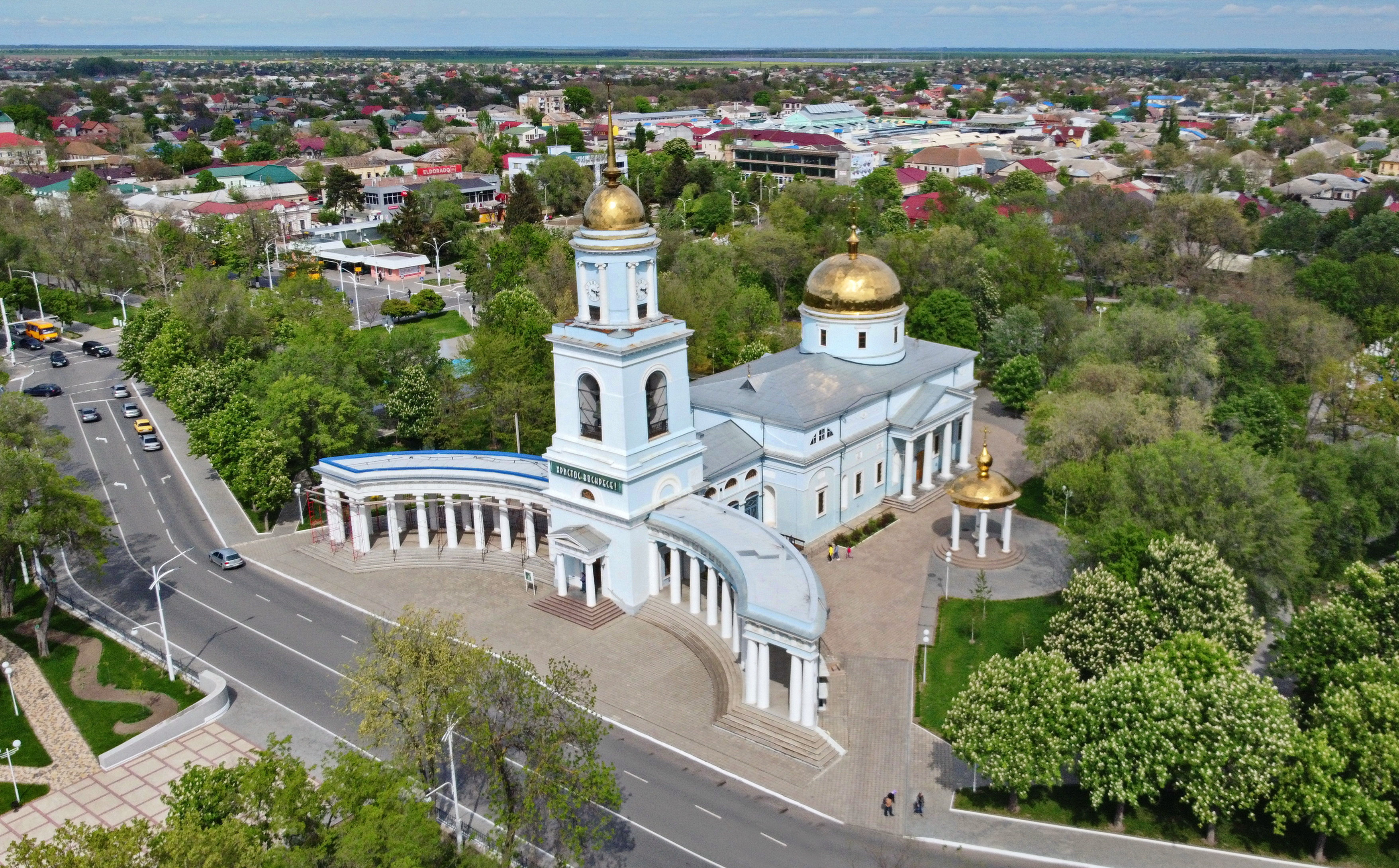
Catedral de Izmail na cidade

Izmail (em ucraniano:  Ізмаї́л, Izmayil; em russo:  Измаил, Izmail; em romeno:  Ismail; em polonês/polaco:  Izmaił, em búlgaro:  Исмаил) é uma cidade histórica no rio Danúbio, no Oblast de Odessa, no sudeste da Ucrânia. Administrativamente, Izmail é incorporada como uma cidade equivalente a um oblast. Também serve como o centro administrativo de Izmail Raion, um dos vinte e seis distritos do Oblast de Odessa, embora não seja parte do distrito. É o maior porto ucraniano do Danúbio. Como tal, é um centro da indústria de processamento de alimentos e um popular destino turístico regional. É também uma base da Marinha da Ucrânia e das unidades da Guarda do Mar da Ucrânia que operam no rio. O Parque Regional da Paisagem das Ilhas de Izmail do World Wide Fund for Nature está localizado nas proximidades. A população da cidade foi estimada em 72.471 habitantes em 2015.